# Charles F. Foerster
Charles F. Foerster (geboren am 11. Juli 1883 in Berlin; gestorben am 22. Dezember 1943 ebenda) war ein amerikanisch-deutscher Kunsthistoriker und Kunstsammler.

## Leben

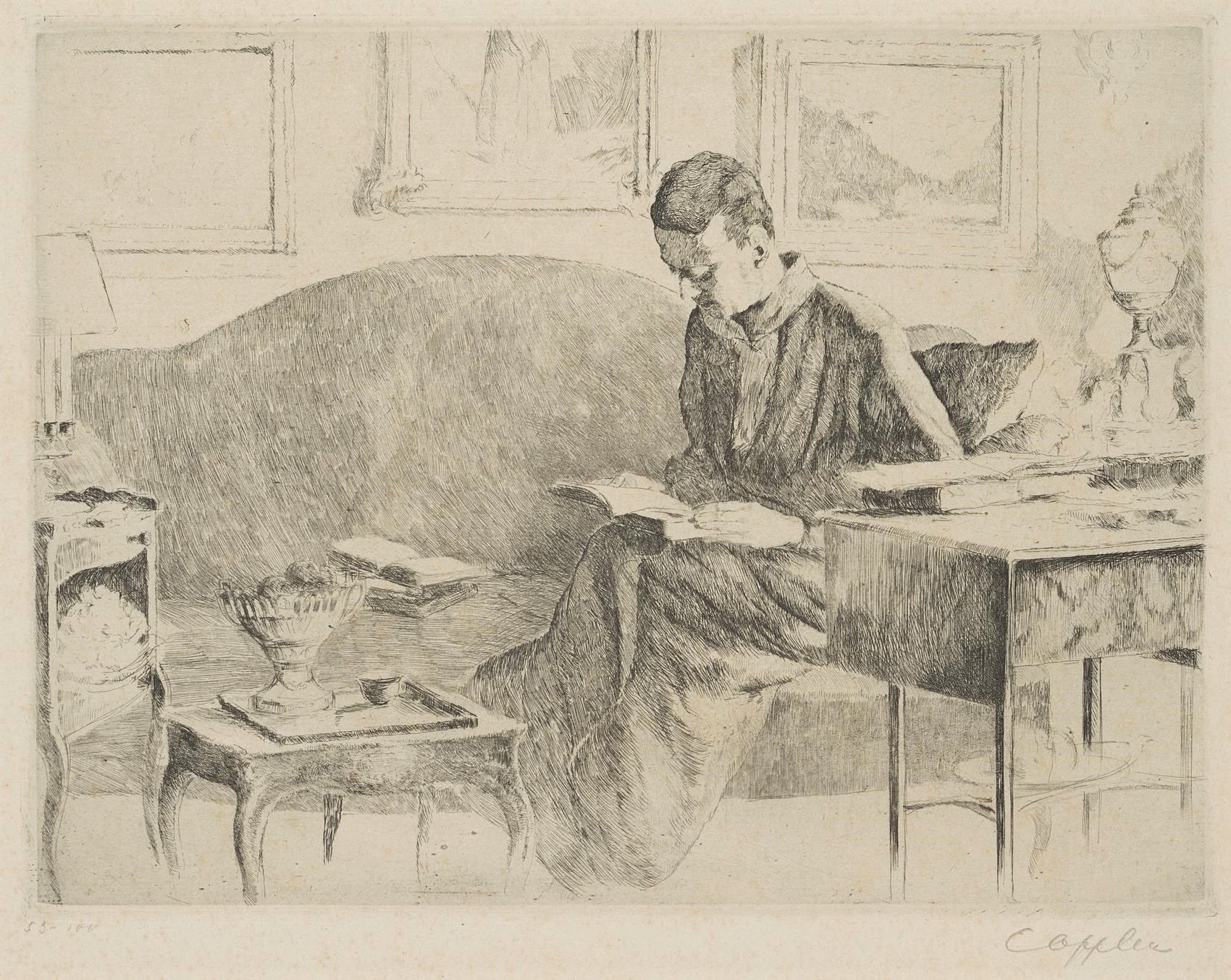
Porträt von Ernst Oppler:
Charles F. Förster bei der Lektüre

Foerster wuchs als Sohn eines wohlhabenden Amerikaners in Berlin-Wannsee auf und studierte Klassische Archäologie und Kunstgeschichte. Er verzichtete jedoch auf eine Promotion und zog eine freie Stellung einem festen Dienstverhältnis vor. Mit dem Ausbruch des Ersten Weltkriegs legte er seine amerikanische Nationalität ab. Er wurde mit der Bearbeitung der Miniaturen zur „Ausstellung deutscher Kunst aus der Zeit von 1775–1875“ betraut, die 1906 in der Berliner Nationalgalerie stattfand. Hier begegnete er dem Sammler Wolfgang von Dallwitz (1863–1928). Dieser besaß in Tornow (Ostprignitz) eine umfangreiche Sammlung von Porzellan aus Berlin und Meißen. Durch diese Begegnung kam Foerster mit den privaten Sammlern, dem Kunsthandels und dem Auktionswesens in Verbindung, für die er in der Folge tätig war. Nach dem Ende des Krieges wurde er von der Krongutverwaltung damit beauftragt, das Neue Palais in Potsdam für die Öffentlichkeit zu erschließen und die Zeit Friedrichs des Großen wieder stärker in den Fokus zu rücken. Foerster begann nach dem Studium alter Inventarverzeichnisse Veränderungen rückgängig zu machen.
Foerster verfasste kürzere Aufsätze, knappe Einführungen, Katalogbeiträge, Miszellen, Rezensionen oder Lexikonartikel zu Protagonisten des friderizianischen Rokoko. 1926 und 1933 befasste er sich für Ausstellungen ausgiebig mit dem Werk des preußischen Hofmalers Antoine Pesne. Er hielt zudem Vorträge bei der Kunstgeschichtlichen Gesellschaft und wurde in drei Sachverständigenräte berufen, den des Kupferstichkabinetts, der Skulpturensammlung und des Schlossmuseums. Privat hatte Foerster sich eine Kunstsammlung aufgebaut, so dass seine Wohnung einem Museum preußischer Kunst des 18. Jahrhunderts glich. Marta Huth (1898–1984), die Frau seines Kollegen Hans Huth (1892–1977), der 1937 aufgrund seiner jüdischen Herkunft emigrieren musste, fertigte eine Serie von Berliner Interieurs. Diese entstanden in den Jahren 1930 bis 1934 in Foersters Wohnung in der Von-der-Heydt-Straße und am Herkulesufer 15. 1938/39 zog er in die Wichmannstraße 6. Seine Sammlung von Gemälden, Graphiken, Möbeln, Porzellanen und Büchern wurde dort, einen Monat vor Foersters Tod, am 23. November 1943 bei einem Bombenangriff komplett vernichtet.

## Schriften (Auswahl)
- Ein Meissner Dessertaufsatz für Maria Theresia. In: Cicerone. 3. Jahrgang, Heft 13, 1911, S. 491–495 (digi.ub.uni-heidelberg.de).
- Mehrere biografische Artikel In: Allgemeines Lexikon der Bildenden Künstler von der Antike bis zur Gegenwart. Band 14–33.
- Das Neue Palais bei Potsdam. Deutscher Kunstverlag, Berlin 1923, OCLC 613857474.
- Ludwig Schnorr von Carolsfeld, C. F. Foerster: Glas und Keramik: Sammlung J. E., Berlin u. Berliner Privatbesitz. Cassirer Helbing, Berlin 1929, DNB 362332304.
- Charles F. Foerster, Max J. Friedländer, Franz Koenigs: Französische Meister des XVIII. Jahrhunderts. Prestel-Verlag, Frankfurt am Main 1930, OCLC 247966308.